# في كيو 2 بي كيو (أغنية غيمس)
في كيو 2 بي كيو (بالفرنسية: VQ2PQ)‏ وهي إصدار منفرد لمغني الراب الكونغولي غيمس، تم إصدارها في ديسمبر 2013 وهي إصدار منفرد لألبومه الأول سابليمينال.

## التصنيف والشهادات

### التصنيف
| التصنيف | المرتبة |
| ------- | ------- |
| فرنسا   | 66      |